# Grace Ogot
Grace Ogot, née le 15 mai 1930 et morte le 18 mars 2015, est une auteure kényane de nouvelles et de romans. C'est aussi la première auteure féminine de ce pays à avoir gagné une renommée internationale et à voir ses romans publiés par la East African Publishing House.

## Biographie
Née Grace Emily Akinyi le 15 mai 1930 à Asembo (en), non loin de Bondo, au Kenya, elle est la fille de Joseph Nyanduga, un Luo converti très tôt à l'anglicanisme.
En 1959, elle épouse l'historien et professeur Bethwell Allan Ogot, aussi un Luo, avec qui elle a quatre enfants.
Elle décède le 18 mars 2015, à l'âge de 84 ans, à l’hôpital de Nairobi (Nairobi Hospital) des suites d'une maladie.

### Études et carrière
Après des études fondamentales à la Ng'iya Girls' School, où son père est instituteur, puis secondaires à la Butere High School, elle réussit ses études d'infirmière. Elle exerce ce métier dans les années 1950 en Ouganda et en Grande-Bretagne.
C'est alors que sa carrière suit différentes voies ; elle travaille comme sage-femme à l'hôpital de Maseno, comme professeur au collège universitaire pour la santé et les sciences de Makerere (en), comme présentatrice et journaliste entre 1959 et 1960 à la BBC avant de devenir présentatrice d'un magazine hebdomadaire radiodiffusé en langues luo et swahili à la Voice of Kenya broadcasting Company. Elle devient ensuite responsable du département des relations publiques à la ville de Kisumu tout en ouvrant deux boutiques de mode à Nairobi connues sous le nom de Lindy's. Toujours insatiable d'expériences, elle occupe encore un poste de direction, toujours dans les relations publiques, à la Air India Corporation of East Africa.
En 1975, sa carrière prend alors une tournure plus politique. Elle devient un des cinq représentants du Kenya à l'Assemblée générale des Nations unies puis membre de la délégation kényane à l'UNESCO. De 1985 à 1992, elle est l'une des premières femmes parlementaires au Kenya en devenant la représentante à l'Assemblée nationale de la circonscription de Gem et la seule assistante féminine dans le cabinet du président Daniel Arap Moi.
Entre-temps, elle est aussi un des membres fondateurs de la Writers' Association of Kenya.

## Œuvre littéraire
On peut estimer que Grace Ogot est l'un des plus grands auteurs de l'Afrique. Son style d'écriture est composé d'évocations vives et figurées à propos des formalités existants dans les échanges interpersonnels africains traditionnels qui sont régies par le protocole et le symbolisme.
Ses premières œuvres sont directement déterminées par la dualité entre la tradition des histoires séculaires, racontées par sa grand-mère, et la modernité des lectures bibliques, faites par son père ainsi que largement puisées dans ses expériences acquises dans le domaine infirmier. Ainsi, son premier roman, The Promised Land, explore la question du mariage au Kenya dans les années 1930 et, plus particulièrement, le rapport d'une femme avec son mari. Elle y considère également la relation entre le passé et le présent dans la médecine traditionnelle et moderne. Plusieurs de ses histoires ont pour fond scénique le lac Victoria et les traditions des Luo. Sa prose est évocatrice du folklore traditionnel comme dans The strange bride, un roman au sujet du caractère mystique et provocateur d'une jeune femme dans l'ancien « Luoland » (Pays luo) et écrit à l'origine en langue luo. The graduate est également un roman décrivant les complexités de l'émigration qui narre l'histoire d'un protagoniste quittant les États-Unis pour le Kenya après avoir achevé ses études.
Ses relations littéraires sur la culture des Luo pendant les périodes pré et post-coloniales sont d'une grande plus-value sociologique.

### Ouvrages
Nouvelles
- (en) Land without thunder (1968) (contient 12 histoires), 203 p., East African Pub. House, Nairobi, (OCLC 105450),
  - traduit en swahili par Grace Okot, Nchi bila ya ngurumo (1979) (contient 7 des 12 histoires originales), 143 p., Longman, Nairobi, (OCLC 16655103),  (ISBN 978-0-58262-694-2) ;
- (en) The other woman (1976) (contient 9 histoires), 250 p., East African Educational, Nairobi, (OCLC 28971672),  (ISBN 978-9-96646-988-5) ;
- (en) The island of tears (1980) (contient 5 histoires), 78 p., Uzima, Nairobi, (OCLC 7809501).

Romans
- (en) The Promised Land (1966), 194 p., East African Pub. House, Nairobi, (OCLC 3516228) ;
- (en) The graduate (1980), 71 p., Uzima, Nairobi, (OCLC 7809484) ;
- (luo) Aloo kod Apul-Apul (1981), 35 p., Anyange Press, Kisumu, (OCLC 10432457) ;
- (luo) Ber wat (1981), 47 p., Anyange Press, Kisumu, (OCLC 10432458) ;
- (luo) Miaha (1983), 142 p., Heinemann Kenya, Nairobi, (OCLC 14217670),
  - traduit en anglais par Okoth Okombo, The strange bride (1989), 156 p., Heinemann Kenya, Nairobi, (OCLC 22586818),  (ISBN 978-9-96646-865-9) ;
- (luo) Simbi nyaima (1983), 113 p., Anyange Press, Kisumu, (OCLC 17886015).

En 1974, elle est interviewée par Lee Nichols pour la radio Voice of America Radio Broadcast. Une copie est disponible à la The Library of Congress (Voice of America radio series « Conversations with African writers », no 23) et est également transcrite dans le livre Conversations with African Writers (Washington, D.C. : Voice of America, 1981), p. 207-216, (OCLC 35103526).